# Oca
A Oca é um dos principais tipos de habitação indígena no Brasil. O termo é oriundo do tupi oka.As ocas são construções de grandes dimensões, podendo a chegar a 30 metros de comprimento. São construídas em mutirão ao longo de cerca de uma semana, com uma estrutura de madeira e taquaras e cobertura de palha ou folhas de palmeira. As ocas chegam a durar 15 anos. Não possuem divisões internas ou janelas, apenas uma ou poucas portas e servem de habitação coletiva para várias famílias.

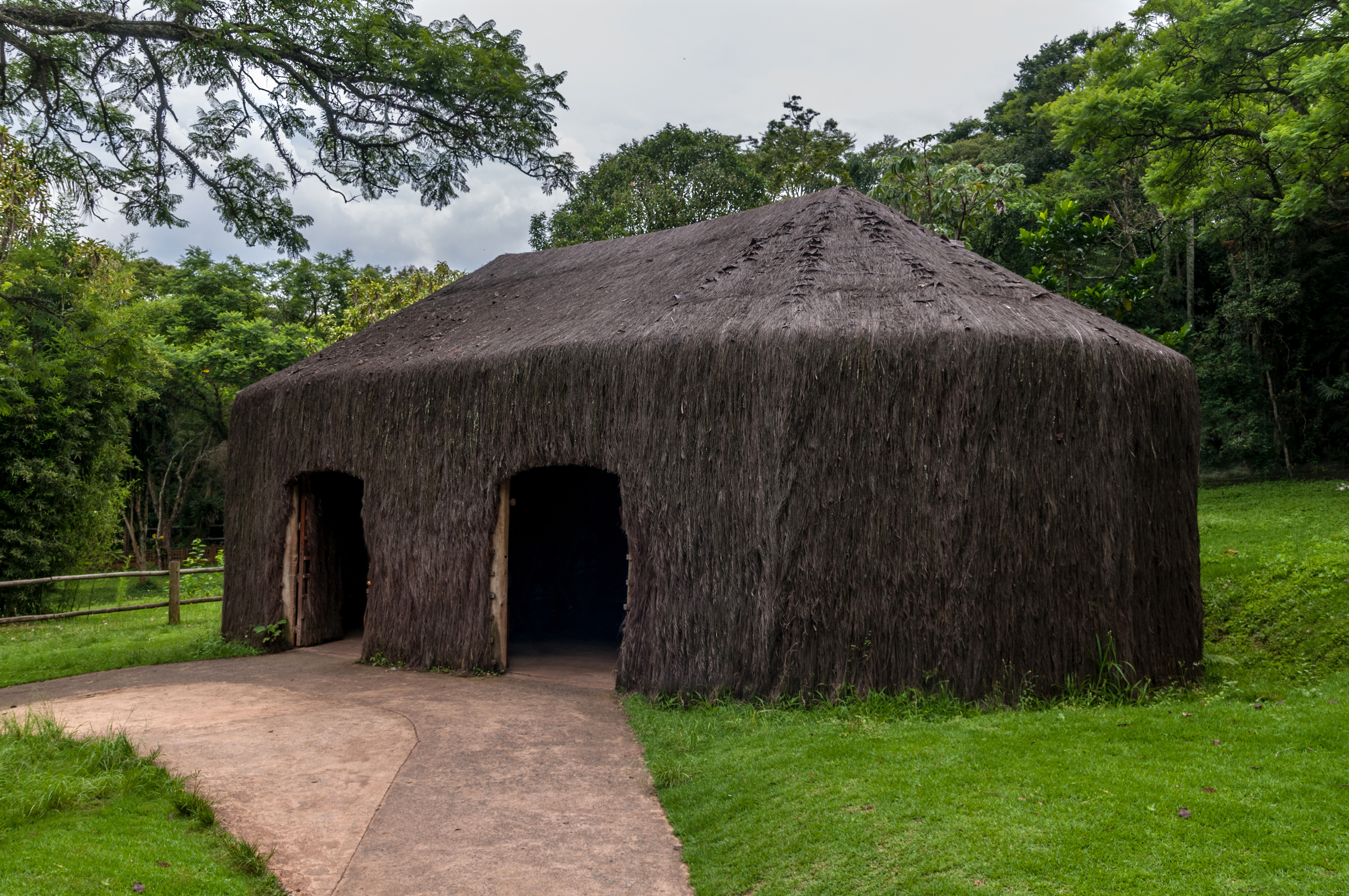
Oca Kamaiurá.

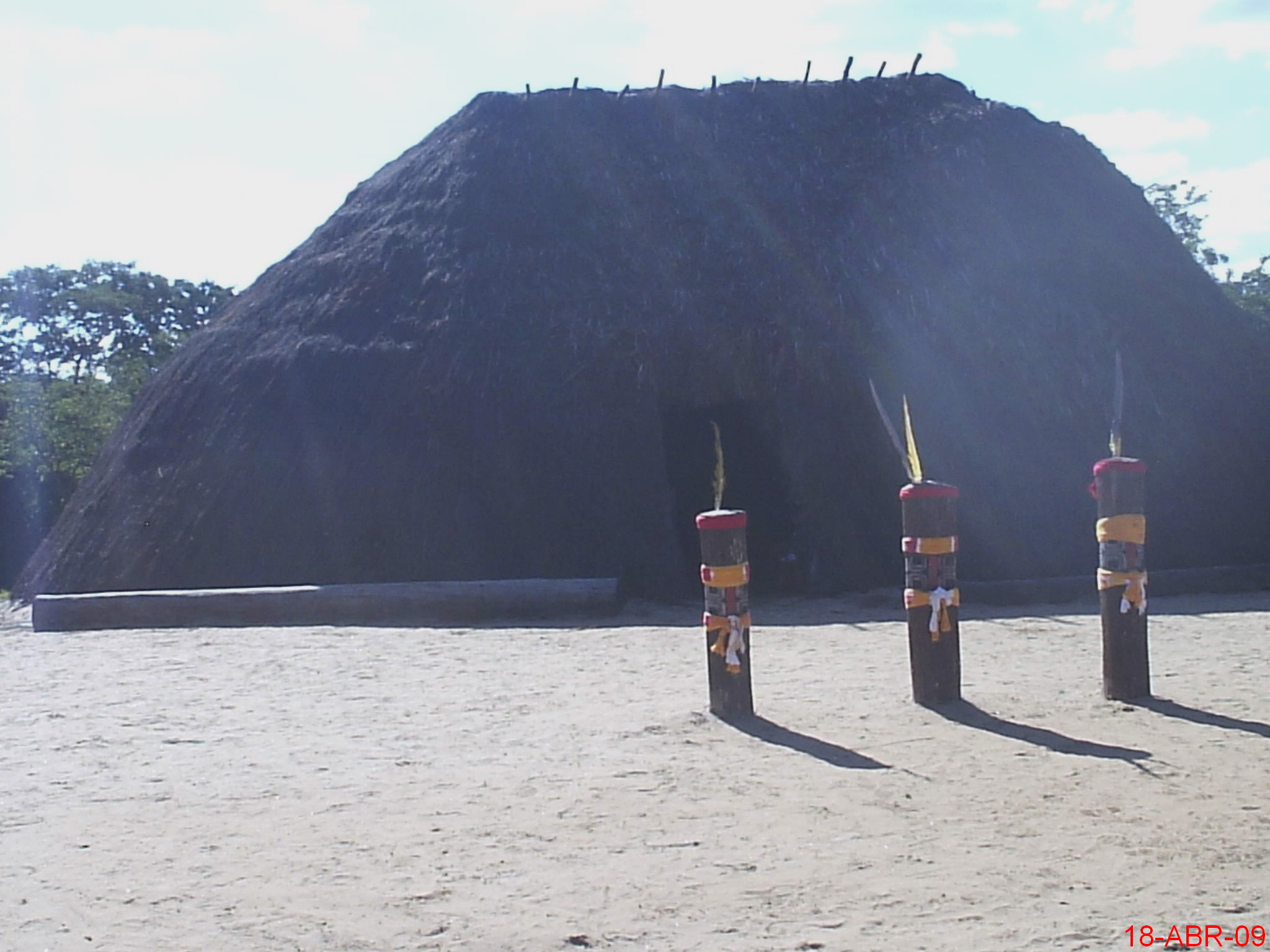
Oca dos indígenas kuikuros.

Entre os povos ameríndios há diferentes modos de conceber e construir casas, pois a prática está diretamente ligada com a forma de se pensar e se relacionar de cada grupo. De modo que, assim como em qualquer sociedade, as habitações são uma consequência das relações sociais dos indivíduos entre si e com o ambiente em que vivem.
A maneira como a oca é usada, dividida e construída, reflete o jeito pelo qual os habitantes têm de vivenciar o mundo. Não obstante, as construções variam muito de acordo com o modo de vida, o clima, o tipo de ambiente e os materiais de que os grupos dispõem para a construção.
As formas das ocas também variam muito devido a cultura e costumes de cada grupo: podem ser circulares, retangulares, pentagonais, ovais, entre outras formas. O formato das ocas também mudou ao longo da história, principalmente na contemporaneidade, por conta do contato com os não indígenas, principalmente no que diz respeito ao material utilizado para a construção em algumas sociedades indígenas.

## Relação com a aldeia

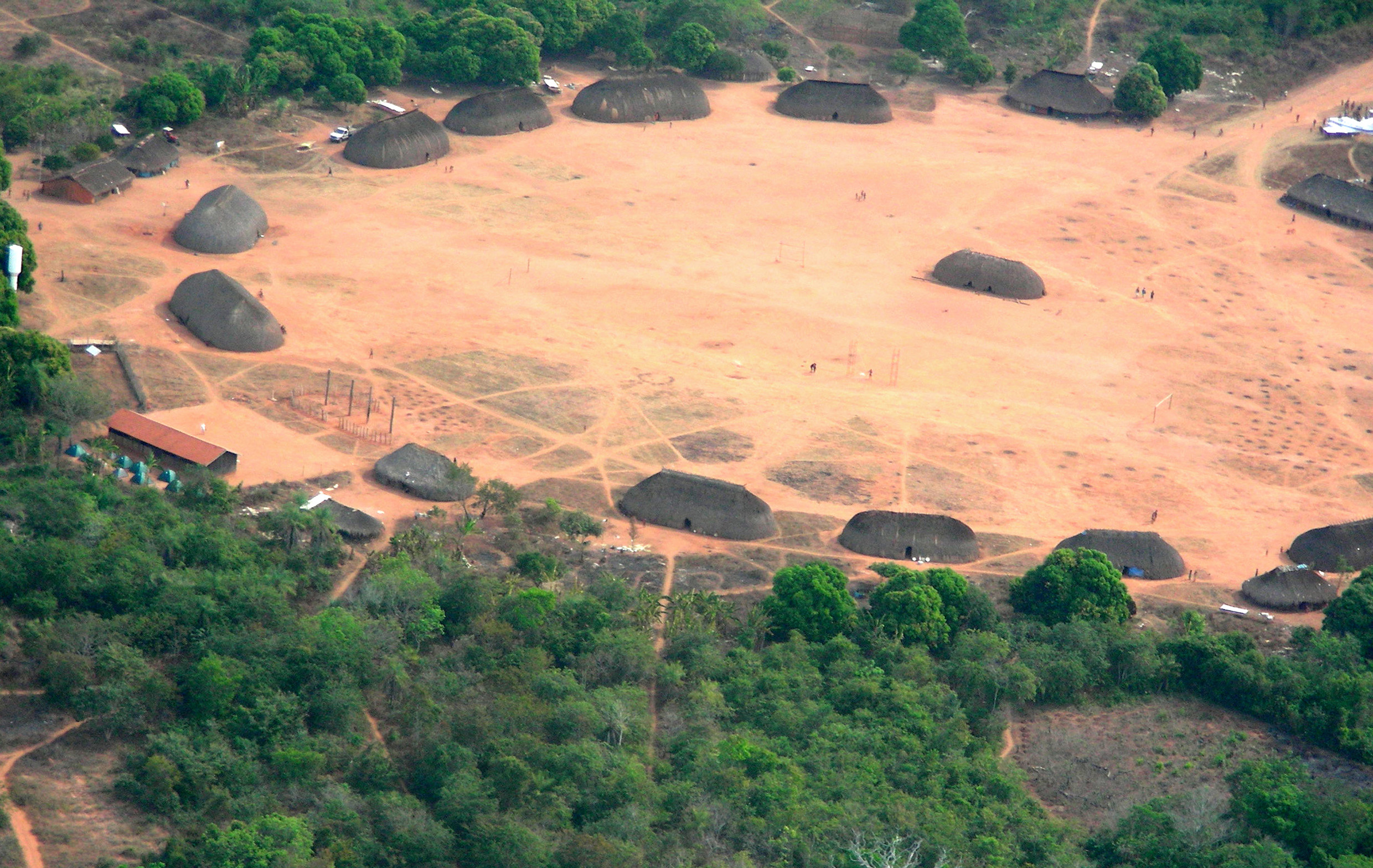
Taba indígena do xingu

A arquitetura indígena vai muito além da construção de ocas, ela se desenvolve principalmente através do funcionamento social de suas aldeias, também conhecidas como tabas. As quais são formadas por um conjunto de até 10 ocas, onde famílias indígenas (ascendentes e descendentes) residem podendo alcançar o número de até 400 pessoas. As casas são comunais, isto é, comuns a várias famílias, aparentadas entre si. Tanto as ocas quanto a arquitetura das aldeias indígenas são pensadas coletivamente, de modo que as construções são erguidas por um grupo de homens de uma mesma tribo.

## Tipos, materiais e estrutura
É de praxe ver a utilização de madeira e taquaras na estrutura dessas construções e uma cobertura formada por palha ou folhas de palmeira. A forma de aldeamento mais convencional difundida no território brasileiro foi elaborada pelos povos Tupi-Guarani, com aldeias formadas por várias construções, feitas integralmente de material vegetal com cobertura comumente arredondada e prolongada até o chão. O sistema organizacional mais encontrado possuía 4 construções ortogonais entre si, formando uma grande praça limpa e organizada para as cerimônias.
Existe uma diferenciação entre as denominações desses diferentes tipos de habitações encontradas. “Cada uma dessas casas é chamada de oguassu, maioca ou maloca (casa grande) e é dividida internamente pela estrutura do telhado em espaços quadrados de aproximadamente 6 por 6 metros, onde mora uma família celular” espaço esse denominado de oca (tupi) ou oga (guarani). O "revestimento interno: é feito de barro, dando como resultado uma técnica semelhante ao pau-a-pique sobre varas curvas amarradas entre si com cipós, na parte inferior com uma parede baixa construída com pequenos segmentos de troncos de árvore."
Além disso, cada maloca possui uma porta em cada extremidade e uma no meio da casa, direcionada para o pátio, todas elas baixas, levando os usuários a se abaixarem em sinal de respeito. O quantitativo de casas dessas aldeias são variáveis e o tamanho de cada casa é de geralmente de 150 m², podendo atingir 200 m². As medidas médias de uma oca são de 20m x 10m de comprimento e largura tendo de 6 à 7m de altura. Enquanto a estrutura é fundamentada em dois esteios centrais no eixo principal da "elipse", verticais para sustentação da cumeeira do teto.

## Divisão
O tamanho da casa varia de acordo com o número de moradores. O espaço interno normalmente é organizado havendo a cozinha; o depósito de alimentos no centro da casa, e um outro, em frente à porta de entrada, onde os visitantes são recebidos e as danças realizadas. Os moradores dormem em redes que são amarradas nas laterais do ambiente. À noite, a casa é fechada com portas feitas de madeira e palha e pequenas fogueiras são acesas abaixo das redes, deixando o interior com uma temperatura agradável.
Em alguns povos as diferentes partes da casa são relacionadas com partes do corpo humano ou animal. A frente, por exemplo, corresponde ao peito, os fundos são as costas, a porta é a boca e os pilares são as pernas.

## Casa do Homens
Em muitas aldeias de diversos povos indígenas, como o povo Yawalapiti, existe uma casa especial para os homens de uma tribo. Um ambiente criado exclusivamente para que eles se reúnam e também onde realizam rituais.As mulheres são proibidas de adentrar essas casas e também são excluídas dos rituais nelas realizados, pois trata-se de atividades única e exclusivamente masculinas. Vale ressaltar que, assim como em diversas culturas, dentre os povos indígenas é comum existir atividades que são categorizadas e realizadas exclusivamente por um dos gêneros, sendo assim, praticadas somente por mulheres ou homens. A casa dos homens seria somente um espaço social reservado para tais atividades.